# ヤン・コット
ヤン・コット（Jan Kott, 1914年10月27日 - 2001年12月22日）は、ポーランド出身の政治活動家、批評家、演劇理論家。

## 人物・来歴
1957年に反スターリン派となり共産党を脱退した。1965年には米国へ亡命。20世紀後半のシェイクスピア上演に多大な影響を与えた。
ワルシャワのユダヤ人家庭に生まれ、五歳でカトリックの洗礼を受けた。1930年に共産主義者となる。ナチスと戦うが敗北する。戦後は文学雑誌『クズニカ』の編集長で、社会主義リアリズムの信奉者だった。コットはクラクフの大学教授になり、スターリンを礼賛した。スターリンやソ連から離れ、1965年に米国へ渡り、1969年から83年までストーニー・ブルック大学で教えた。1964年の『シェイクスピアはわれらの同時代人』以後、多くの演劇評論・エッセイを書いた。

## 日本語訳
- 『シェイクスピアはわれらの同時代人』蜂谷昭雄,喜志哲雄訳. 白水社, 1968
- 『古典作家の学校』石原達二訳. せりか書房, 1970
- 『ヤン・コット演劇の未来を語る』喜志哲雄 訳. 白水社, 1976
- 『シェイクスピア・カーニヴァル』高山宏訳. 平凡社, 1989.8 のちちくま学芸文庫
- 『私の物語』関口時正訳. みすず書房, 1994.12
- 『カディッシュ :タデウシュ・カントルに捧ぐ』坂倉千鶴訳. 未知谷, 2000.12